# Кушнур (Марий Эл)
Кушнур (мар. Кӱшнур) — деревня в Звениговском районе Республики Марий Эл. Входит в состав городского поселения Красногорский.

## География
Находится в южной части республики Марий Эл на расстоянии приблизительно 26 км по прямой на север-северо-восток от районного центра города Звенигово у железнодорожной линии Зелёный Дол — Яранск.

## История
Известна с 1859 года, когда здесь было 15 дворов и 93 жителя. В 1917 году в деревне проживали 315 человек, в 1923 году в 74 дворах 402 человека. В советское время работали колхозы «Кишнур», «Патыр» и «Россия».

## Население
Население составляло 209 человек (мари 99 %) в 2002 году, 202 в 2010.